# Władimir Priedkin
Władimir Wiktorowicz Priedkin (ros. Владимир Викторович Предкин, ur. 31 maja 1969) – rosyjski pływak, srebrny medalista olimpijski z Atlanty
Zawody w 1996 były jego jedynymi igrzyskami olimpijskimi. Po medal sięgnął w sztafecie stylem dowolnym 4x100 metrów, tworzyli ją również Roman Jegorow, Władimir Pysznienko i Aleksandr Popow. W tej konkurencji zdobył również srebro mistrzostw świata w 1994 i brąz mistrzostw świata na krótkim basenie w 1993. Na mistrzostwach Europy triumfował w tej konkurencji w 1993 i 1995. Zdobył dwa medale mistrzostwach Europy na krótkim basenie w 1993, srebro na dystansie 50 metrów stylem dowolnym i brąz na 50 metrów stylem motylkowym.